# NGC 2180
NGC 2180 is een open sterrenhoop in het sterrenbeeld Orion. Het hemelobject werd op 24 januari 1784 ontdekt door de Duits-Britse astronoom William Herschel.